# Paris-Camembert de 2018
A 79.ª edição da clássica ciclista Paris-Camembert foi uma carreira em França que se celebrou a 10 de abril de 2018 sobre um percurso de 200 quilómetros com início na cidade de Pont-Audemer e final na cidade de Livarot.
A carreira fez parte do UCI Europe Tour de 2018, dentro da categoria 1.1
A carreira foi vencida pelo corredor francês Lilian Calmejane da equipa Direct Énergie, em segundo lugar Valentin Madouas (Groupama-FDJ) e em terceiro lugar Andrea Vendrame (Androni Giocattoli).

## Equipas participantes
Tomaram parte na carreira 19 equipas: 2 de categoria UCI World Team; 12 de categoria Profissional Continental; e 5 de categoria Continental. Formando assim um pelotão de 133 ciclistas dos que acabaram 79. As equipas participantes foram:
| Equipes WorldTeam (2)- AG2R La Mondiale - Groupama-FDJ Equipes profissionais Continentais (12)- Cofidis, Solutions Crédits - Delko-Marseille Provence-KTM - Direct Énergie - Fortuneo-Samsic - Vital Concept - Androni Giocattoli-Sidermec - Euskadi Basque Country-Murias - Gazprom-RusVelo - Holowesko-Citadel - Sport Vlaanderen-Baloise - UnitedHealthcare - Wanty-Groupe Gobert Equipes Continentais (5)- Roubaix Lille Métropole - Saint Michel-Auber 93 - Team Joker Icopal - Differdange-Losch - Vorarlberg-Santic |
| |

## Classificação final
- As classificações finalizaram da seguinte forma:[4]

| \| Classificação geral \| Classificação geral \| Classificação geral \| Classificação geral \| Classificação geral \| \| Ciclista \| Ciclista \| Equipe \| Tempo \| \| \| ------------------- \| ------------------- \| --------------------------- \| ------------------- \| ------------------- \| \| 1. \| Lilian Calmejane \| Direct Énergie \| 4h53m17s \| \| \| 2. \| Valentin Madouas \| Groupama-FDJ \| + 21s \| \| \| 3. \| Andrea Vendrame \| Androni Giocattoli-Sidermec \| + 21s \| \| \| 4. \| Manuel Belletti \| Androni Giocattoli-Sidermec \| + 38s \| \| \| 5. \| Damien Touzé \| Saint Michel-Auber 93 \| + 38s \| \| \| 6. \| Davide Cimolai \| Groupama-FDJ \| + 38s \| \| \| 7. \| Mathieu Ladagnous \| Groupama-FDJ \| + 38s \| \| \| 8. \| Lorrenzo Manzin \| Vital Concept \| + 38s \| \| \| 9. \| Hugo Hofstetter \| Cofidis, Solutions Crédits \| + 38s \| \| \| 10. \| Laurent Pichon \| Fortuneo-Samsic \| + 38s \| \| |                   |                             |          |
| |                   |                             |          |
| Fonte: ProCyclingStats |                   |                             |          |
| Classificação geral |                   |                             |          |
| Ciclista | Ciclista          | Equipe                      | Tempo    |
| 1. | Lilian Calmejane  | Direct Énergie              | 4h53m17s |
| 2. | Valentin Madouas  | Groupama-FDJ                | + 21s    |
| 3. | Andrea Vendrame   | Androni Giocattoli-Sidermec | + 21s    |
| 4. | Manuel Belletti   | Androni Giocattoli-Sidermec | + 38s    |
| 5. | Damien Touzé      | Saint Michel-Auber 93       | + 38s    |
| 6. | Davide Cimolai    | Groupama-FDJ                | + 38s    |
| 7. | Mathieu Ladagnous | Groupama-FDJ                | + 38s    |
| 8. | Lorrenzo Manzin   | Vital Concept               | + 38s    |
| 9. | Hugo Hofstetter   | Cofidis, Solutions Crédits  | + 38s    |
| 10. | Laurent Pichon    | Fortuneo-Samsic             | + 38s    |

## UCI World Ranking
A Paris-Camembert outorgou pontos para o UCI Europe Tour de 2018 e o UCI World Ranking, este último para corredores das equipas nas categorias UCI World Team, Profissional Continental e Equipas Continentais. As seguintes tabelas mostram o barómetro de pontuação e os 10 corredores que obtiveram mais pontos:
| Posição             | 1.ª | 2.ª | 3.ª | 4.ª | 5.ª | 6.ª | 7.ª | 8.ª | 9.ª | 10.ª | 11.ª | 12.ª | 13.ª-15.ª | 16.ª-25.ª |
| Classificação geral | 125 | 85  | 70  | 60  | 50  | 40  | 35  | 30  | 25  | 20   | 15   | 10   | 5         | 3         |

| 1.º  | Lilian Calmejane   | Direct Énergie              | 125 |
| 2.º  | Valentin Madouas   | Groupama-FDJ                | 85  |
| 3.º  | Andrea Vendrame    | Androni Giocattoli-Sidermec | 70  |
| 4.º  | Manuel Belletti    | Androni Giocattoli-Sidermec | 60  |
| 5.º  | Damien Touzé       | Saint Michel-Auber93        | 50  |
| 6.º  | Davide Cimolai     | Groupama-FDJ                | 40  |
| 7.º  | Matthieu Ladagnous | Groupama-FDJ                | 35  |
| 8.º  | Lorrenzo Manzin    | Vital Concept               | 30  |
| 9.º  | Hugo Hofstetter    | Cofidis, Solutions Crédits  | 25  |
| 10.º | Laurent Pichon     | Fortuneo-Samsic             | 20  |